# No. 120 (Netherlands East Indies) Squadron

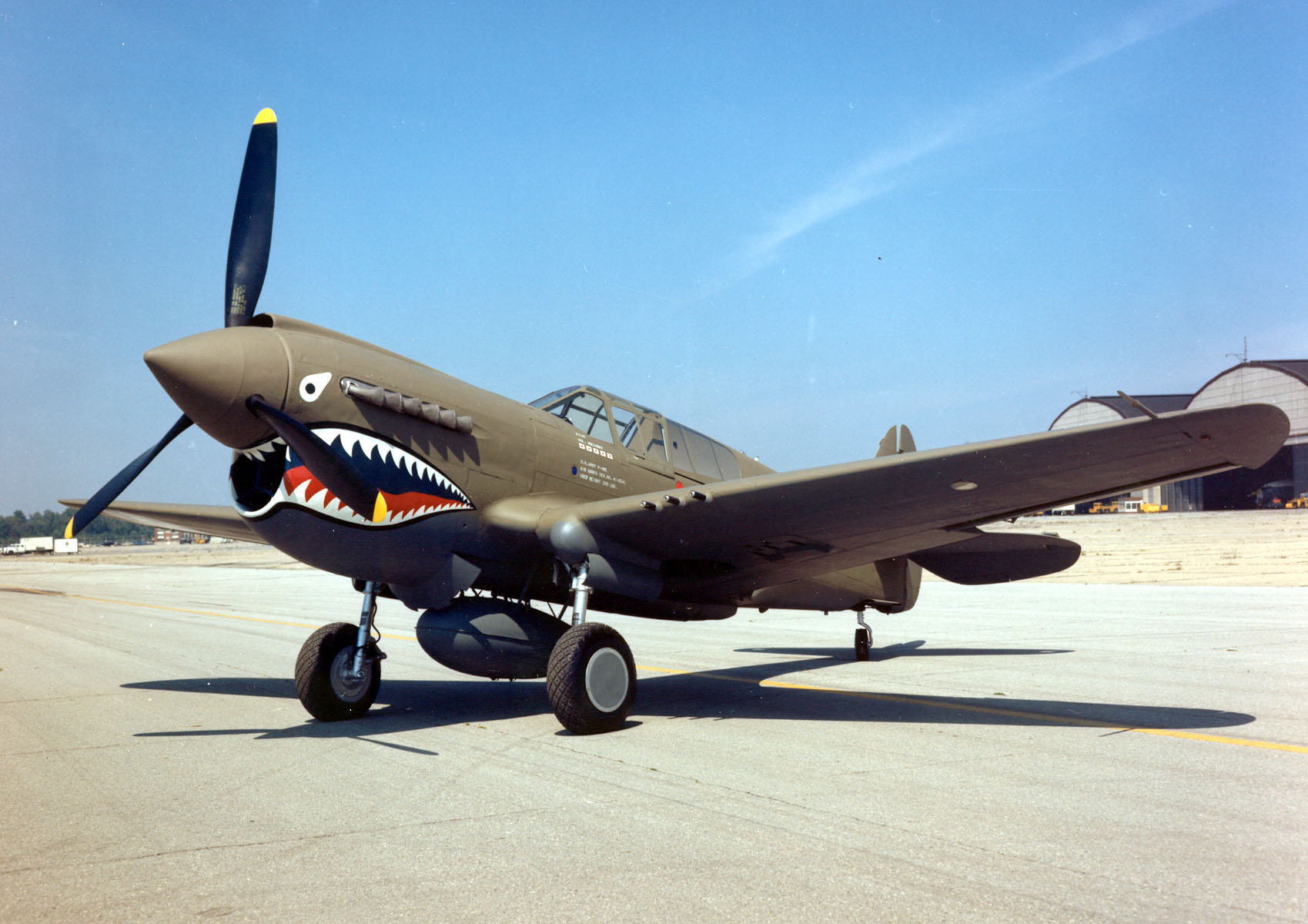
Curtiss P-40. 120 Sq kreeg de laatste P-40N Kittyhawk versie.

Het 120 (Netherlands East Indies) Squadron was een Nederlands jachtsquadron dat actief was tijdens de Tweede Wereldoorlog.

## Voorgeschiedenis

### Japanse invasie in Nederlands-Indië
Op 8 december 1941, 1 dag na de Japanse aanval op Pearl Harbor, verklaarde Nederland de oorlog aan Japan en in januari 1942 werd het American British Dutch Australian (ABDA) command gevormd om de geallieerde krachten in Zuidoost-Azië te coördineren. ABDA opperbevelhebber was de Britse generaal Archibald Wavell; deze was echter niet bij machte om de Japanse overmacht te weerstaan. Daarop verliepen de navolgende gebeurtenissen in snel tempo:
- In de nacht van 10 op 11 januari 1942 vielen de Japanners Menado op Celebes aan en bedreigden zij Tarakan, een belangrijk aardolieproductie en distributiepunt op noordoost Borneo.
- Op 27 februari 1942 werd de geallieerde vloot onder Schout-bij-nacht Karel Doorman tijdens de Slag in de Javazee verslagen; hierna had de Japanse krijgsmacht vrij spel want
- Van 28 februari tot 1 maart 1942 vonden op vier plaatsen langs de Javaanse noordkust Japanse landingen plaats en
- Op 8 maart gaven alle geallieerde troepen in Nederlands-Indië zich over.

### Voortzetting van de strijd
Na de Japanse inval op Nederlands-Indië weken de vliegscholen van ML-KNIL en Marine Luchtvaartdienst aangevuld met civiel technisch personeel zo snel mogelijk naar Australië uit om zich daar bij de geallieerden aan te sluiten. Het ging in totaliteit om circa 650 man waaronder 440 vliegers in opleiding. In verband met  chronisch tekort aan vliegers werd deze groep snel doorgestuurd naar San Francisco om in de Verenigde Staten verder te worden opgeleid. Op 9 mei arriveerde de groep op Jackson Army Airfield, Mississippi waar diezelfde maand de Royal Netherlands Military Flying School (RNMFS) werd opgericht met als commandant de ex-commandant ML-KNIL Gen.Maj. van Oyen. Hier werden de vliegers verder opgeleid waarna zij naar Australië werden teruggezonden.
Eind oktober 1943 kwam de eerste ploeg Nederlandse vliegers terug in Australië waar zij, om de Australische procedures te leren, aanvullende training kregen bij RAAF 2 Operational Training Unit te Mildura en vervolgens te Canberra.

### Oprichting
Het 120 (Netherlands East Indies) Squadron werd op 10 december 1943 in Canberra, Australië middels Establishment HD635 officieel als jachtsquadron opgericht en uitgerust met de Amerikaanse Curtiss P-40 Warhawk, een toestel dat al vanaf 1938 bij de USAAF operationeel was. 120 Squadron kreeg de beschikking over de laatste productieversie de P-40N Kittyhawk. Dit toestel was niet alleen als jager inzetbaar maar kon tevens voor het bestoken van gronddoelen met bommen en raketten worden gebruikt. Identificatie van de toestellen werd, naast de registraties (C3-xxx) aan beide zijden van de romp vlak voor de cockpit, gevormd door de Nederlandse vlag aangebracht aan weerszijden van de romp en op de boven en onderkant van de vleugels en de letter van de flight-aanduiding aan beide zijden op het richtingsroer.

### Samenstelling
De initiële operationele (Nederlandse) sterkte van 120 Squadron in december 1943 was als volgt:
- Hans Anton Maurenbrecher, Majoor vlieger, Commanding Officer
- Y.Mulder en H.Simons, Kapitein vliegers, beiden Flight Commander
- C.Been, P.Stam, J.Verschoor, 1e Luitenant vliegers
- R.Braakenziek, G.Fokkinga, J.Zwart, J.Hoekstra, Ch.Schillmöller, F.de Raadt, H.Levy, W.van Nus, P.de Jager en R.Trebels, allen 2e Luitenant vliegers
- J.Brameijer, T.Gottschalk en G.Greene, allen Sergeant vliegers
- L.Haye, Korporaal vlieger
- E.Nagelgast, 1e Luitenant Technisch officier
- G.Rappagne, 1e Luitenant Communicatie officier

In de loop van de tijd veranderde de samenstelling uiteraard door nieuwe aanwas van de RNMFS maar ook door gesneuvelden.

## Inzet
In januari en februari 1944 opereerde 120 Squadron vanuit Potshot, aan de kust van de golf van Exmouth om eventuele Japanse infiltraties op de Australische westkust tegen te gaan.
In maart werd het squadron teruggeplaatst naar Canberra om vervolgens in mei 1944 naar Merauke, Nederlands Nieuw Guinea te worden doorgezonden. Hier werd het onder bevel gesteld van RAAF 72nd Air Defence Wing en werden veel actievluchten uitgevoerd in de vorm van patrouilles, onderscheppingen, verkenningen en aanvallen op gronddoelen. Het squadron werd ook versterkt met twee Lockheed C-40 Electra's.
Vanaf november 1944 werden bij toerbeurt detachementen van 120 Squadron ingezet vanaf een airstrip op het eiland Noemfoer. Dit gebeurde onder commando van RAAF 78th Fighter Wing.
Begin 1945 verhuisde het squadron naar een Amerikaanse uitvalsbasis op het eiland Biak vanwaar het als fighter-bomber squadron samen met RAAF en USAAF eenheden werd ingezet tegen de Japanse eenheden op de zgn. "Vogelkop" van Nieuw-Guinea en op de eilanden zuidelijk en westelijk daarvan.
Begin augustus 1945 bestond 120 Squadron uit 24 P-40’s met 22 vliegers en 306 man grondpersoneel waarvan het grootste deel Australiërs.
Op 11 augustus 1945 vond de laatste actievlucht van 120 Squadron tijdens de 2e Wereldoorlog plaats; hierbij sneuvelde 2e Luitenant vlieger J.van Olmen. Drie dagen later was de Japanse capitulatie.
Totaal verloor het squadron in de Tweede Wereldoorlog dertien man en in de periode 1945-1950 nog eens zeven. 

## Bersiap
Op 15 augustus 1945 gaf Japan zich over aan de geallieerden. Aangezien er geen geallieerde of Nederlandse troepen in Nederlands-Indië aanwezig waren maar wel Japanse, kregen zij van de geallieerden orders om de status quo te handhaven tot geallieerde troepen arriveerden.
Inmiddels waren delen van de bevolking onder Soekarno, Hatta en andere leiders uit op het vertrek van de Nederlanders en de onafhankelijkheid van Indonesië. Er brak een gewelddadige periode aan met grote onlusten waar vele Nederlandse vrouwen en kinderen (de overlevende mannen moesten immers nog uit krijgsgevangenschap terugkeren) aan ten offer vielen. Deze periode duurde van ongeveer oktober 1945 tot medio 1946 en wordt aangeduid als de Bersiap periode.
Na de Japanse overgave vloog 120 Squadron verkenningen ter controle van de ontwapening van de Japanners. Het zou op vliegveld Tjililitan bij Batavia worden geplaatst maar vanwege de vele onlusten op Java en Sumatra werd een Brits verbod afgekondigd voor alle Nederlandse troepen. Door opheffing van het RAAF deel van het squadron vanwege demobilisatie van de Australische vliegers duurde het tot begin 1946 voordat 120 squadron, inmiddels onder Kapitein vlieger A.de Vries, werd verplaatst naar Soerabaja waar offensieve verkenningsvluchten tegen de republikeinse opstandelingen werden uitgevoerd.

### 1e Politionele Actie
Eind 1946 volgde verplaatsing naar Semarang vanwaar het squadron bij de 1e politionele actie (juli 1947) werd ingezet bij operatie "Pelikaan", de uitschakeling van de republikeinse luchtmacht. Daarna verleende het luchtsteun aan de T-Brigade en voerde het verkenningen uit. Bij de eerste politionele actie werden 259 sorties gevlogen.
In 1947 werd 120 squadron, inmiddels onder Kapitein vlieger F.Broers, door personeels- en materieelproblemen verplaatst naar Bandoeng waar technische faciliteiten en personeel voorhanden was om de inmiddels verouderde en zeer onderhoudsgevoelige P-40's te onderhouden.

### 2e Politionele Actie
Bij de 2e politionele actie (december 1948) nam 120 squadron deel aan de aanval op het vliegveld Magoewo alvorens er een paradropping werd uitgevoerd. Daarna werd luchtsteun verleend aan de Nederlandse grondtroepen en werden gewapende verkenningen uitgevoerd. Hierbij werden 183 sorties gevlogen in een gewijzigd uiterlijk. De C- registratie was inmiddels vervangen door een J registratie, de flight aanduiding op de staart was verdwenen en de Nederlandse vlaggen waren veranderd in het rood wit blauwe roundel met in het midden de oranje stip.

## Opheffing
In 1949 werden de P-40's door de P-51 Mustang vervangen maar als gevolg van tekort aan onderdelen werd het aantal vlieguren tot een minimum beperkt. In oktober 1949 werd het commando van 120 Squadron overgedragen aan 1e Luitenant vlieger L.Hansen. In december 1949 werd het opnieuw overgedragen aan 1e Luitenant vlieger P.Jolly en in maart 1950 nogmaals aan Kapitein P.Benjamins die op 25 juli 1950 de twijfelachtige eer had om het 120 squadron op te heffen en al het materieel te overgedragen aan de AURI.
Het zou tot 1959 duren voordat het squadron werd gereactiveerd; ditmaal met een geheel andere taak.

## Operationele sterkte Nederlands personeel 120 NEI Squadron in 1945
Naam/rang/Functie/Bijzonderh
- H.Maurenbrecher, Majoor vlieger-waarnemer tevens Commanding Officer
- H.Simons, Kapitein vlieger-waarnemer tevens Executive Officer
- C.Been, P.Stam, J.Verspoor, F.Strumpff, J.Knoop, E.Poublon, W.Bartelings, B.Sandberg, A.Geerts, allen 1e Luitenant vlieger-waarnemer
- R.J.Idzerda, Luitenant ter zee vlieger waarnemer 2e klasse
- G.Fokkinga, J.Hoekstra, Ch.Schillmöller, F.de Raadt, W.van Nus, R.Trebels, G.Marchant, J.van Boldrik, M.Soesman, J.Scheffer, B.de Smalen, A.de Jong, B.de Vries, J de Zismazia, N.Somogy, P.Verspoor, J.van der Dorpel, allen 2e Luitenant vlieger-waarnemer
- G.Motshagen, G.Treffers, beiden 1e Luitenant Fightcommanders
- M.van der Pol, 2e Luitenant waarnemend Flightcommander
- J.Flemer, 2e Luitenant vlieger-waarnemer tevens Ops Officer
- J.Brameijer, T.Gottschalk, G.Greene, L.Haye, O.Mooyen, R.Spoor, W.Rous, C.Verbon, H.Bakhuis Rooseboom, allen Sergeant vlieger-waarnemer
- L.Jungslager, Luitenant ter zee 1e klasse, Administratie officier
- C.Rappard, 2e Luitenant, Transport officier
- T.Jut de Bourgelles, Sergeant tranport
- L.Aa, Vaandrig, Genie officier, Kamp commandant
- C.Lalieu, 2e Luitenant, Officier van voeding
- B.Hmelnizky, Vaandrig, Intel officier
- D.Bodemeijer, 1e Luitenant, Chef Technische Dienst
- E.Nagelgast, 1e Luitenant, technisch officier, tevens liaison officier
- B.Prins, L.Stolk, beiden Adjudant onderofficier, hoofd vliegtuigmonteur
- J.Eykelenboom, C.van Reesch, H.van Cornwal, I.J. Folmer, allen Sergeant-majoor vliegtuigmonteur
- J.Boogaard (MLD), Sergeant, vliegtuigmonteur
- J.Vermeer, Sergeant, bewapeningsmonteur
- G.Lambrechts, Sergeant, radiomonteur
- J.Homan, Korporaal, vliegtuigmonteur
- J.van Munster en M.Soedarmin, beiden Korporaal tijdschrijver
- P.Simawang, Soldaat tijdschrijver
- S.Cohen en T.Korijn, beiden Soldaat fotograaf

### Omgekomen bij geallieerde acties in de 2e Wereldoorlog
- R.Pelsmaker/Sergeant vlieger, KIA 24-07-1944
- J.Zwart/2e Luitenant vlieger-waarnemer, KIA 06-09-1944
- R.Salm/2e Luitenant vlieger-waarnemer, KIA 06-09-1944
- B.van Aken/2e Luitenant vlieger-waarnemer, KIA 06-09-1944
- O.Leyding/2e Luitenant vlieger-waarnemer, KIA 06-09-1944
- A.Scholte/Sergeant vlieger, KIA 06-09-1944
- H.Levy/2e Luitenant vlieger-waarnemer, KIA 06-09-1944
- R.Braakensiek/2e Luitenant vlieger-waarnemer, KIA 06-09-1944
- G.van Alphen/Sergeant vlieger, KIA 19-09-1944
- Y.Mulder/Kapitein vlieger-waarnemer, KIA 19-11-1944
- P.de Jager/1e Luitenant vlieger-waarnemer, KIA 09-12-1944
- F.Hirdes/Sergeant vlieger, KIA 01-08-1945
- J.van Olmen/2e Luitenant vlieger, KIA 11-08-1945

### Omgekomen bij Nederlandse acties in de periode 1945-1950
- C.Verbon/Sergeant vlieger, verongelukt juli 1947
- J.Geleynse/2e Luitenant vlieger, verongelukt januari 1948
- M.Valkenburg/1e Luitenant vlieger, verongelukt februari 1948
- B.Reusink/1e Luitenant vlieger, KIA 22-12-1948
- M.Jansen/Sergeant-majoor vlieger, KIA 24-12-1948
- F.Verdier/Sergeant-majoor vlieger, KIA 24-12-1948
- H.Thomassen/Sergeant vlieger, verongelukt december 1949